# Live & Filthy
Live & Filthy es un álbum en directo de Sex Pistols lanzado en agosto de 2008, siendo el último disco oficial de la banda hasta la fecha. 

## Lista de canciones
1. "Anarchy in the U.K." (en vivo)
2. "No Feelings" (en vivo)
3. "Liar" (en vivo)
4. "I Wanna Be Your Dog" (en vivo)
5. "No Fun" (en vivo)
6. "New York" (en vivo)
7. "Seventeen" (en vivo)
8. "Don't Gimme No Lip, Child" (en vivo)
9. "Pretty Vacant" (en vivo)
10. "I Wanna Be Me" (en vivo)
11. "Search and Destroy" (en vivo)
12. "Substitute" (en vivo)
13. "I'm a Lazy Sod" (en vivo)
14. "Submission" (en vivo)
15. "C'mon Everybody" (en vivo)
16. "Satellite Kid" (en vivo)
17. "Chatterbox" (en vivo)
18. "Somethin' Else" (en vivo)
19. "Tight Pants" (en vivo)
20. "No Lip" (en vivo)
21. "Belsen Was a Gas" (en vivo)
22. "(I'm Not Your) Stepping Stone"
23. "My Way" (alternate version) (en vivo)